# 157421 Керолперсі
157421 Керолперсі (157421 Carolpercy) — астероїд головного поясу, відкритий 8 жовтня 2004 року.
Тіссеранів параметр щодо Юпітера — 3,439.